# New Wave of American Heavy Metal
New Wave of American Heavy Metal (NWOAHM) er en metalgenre. Moderne heavy metal bands spiller New Wave of American Heavy Metal.

## Historie
The New Wave of American Heavy Metal bevægelse har sin oprindelse i en gruppe af post-grunge handlinger fra 1990'erne, der bragte heavy metal "tilbage til sin kerne brutalitet og tegning ikke fra thtraditionel blues formel, men fra NYHC, thrash metal og punk. " Ifølge Garry Sharpe- Young, de banebrydende bands, der startede bevægelsen er Pantera, Biohazard, Slipknot og Machine Head.  skrev i sin bog Metal: A Definitive Guide"
at NWOAHM oplevede en tydelig opstand i begyndelsen af 2000'erne som følge af over-mætning af nu-metal i mainstream. Han skriver "en frisk publikum var indvarslede, der ønskede den samme grad af aggression, men nu udført med en større grad af finesse. ... De voldsomme breakdowns var blevet erstattet af velkonstruerede guitarriffs; hvor der førhen var en forstyrrende scratch-lyd fra en turntable, var rummet nu fyldt med den længe ventede tilbagevenden af guitarsoloen."
Joel McIver skriver i sin bog Den næste generation af rock & punk, at Korn var det første band, der blev betegnet som nu-metal, og dermed indledte den såkaldte New Wave of American Heavy Metal.

## Bands
- 3 Inches of Blood[4]
- The Acacia Strain[4]
- Agnostic Front[4]
- The Agony Scene[4]
- A Life Once Lost[4]
- Alkaline Trio[4]
- All That Remains[5]
- As I Lay Dying[4]
- Atreyu[4]
- Avenged Sevenfold[4]
- Becoming the Archetype[1]
- Between the Buried and Me[4]
- Biohazard[4][1][6]
- The Black Dahlia Murder[4]
- Black Label Society[4]
- The Blamed[4]
- Bleeding Through[4]
- Bury Your Dead[4]
- Byzantine
- Cannae[4]
- Candiria[4]
- Cave In[4]
- Chimaira[7][8][9][10][11]
- Common Dead[12]
- CKY[4]
- Coalesce[4]
- Converge
- Damageplan[4]
- Darkest Hour[4]
- Demon Hunter[4]
- DevilDriver[4]
- Diecast[4]
- The Dillinger Escape Plan[4]
- Disturbed[4]
- Down[4]
- Drowning Pool[4]
- Eighteen Visions[4]
- Every Time I Die[4]
- From a Second Story Window[4]
- Glassjaw[4]
- God Forbid[13]
- Hatebreed[7][14]
- High on Fire[4]
- Ion Dissonance[4]
- Killswitch Engage[7][11][15][16][17][18][19]
- Kittie[4]
- Korn[3]
- Lamb of God[20][11][17]
- Life of Agony[4][6]
- Machine Head[4][1][6][9]
- Martyr A.D.[4]
- Mastodon[20][21]
- Misery Signals[4]
- Most Precious Blood[4]
- Neurosis[4]
- Norma Jean[4]
- Otep[4]
- Overcast[4]
- Pantera[22]
- Poison the Well[4]
- Prong[4][6]
- Pro-Pain[4]
- The Red Chord[4]
- Remembering Never[4]
- Rise Against[4]
- Shadows Fall[20][11][17][18][23][24]
- Slipknot[1][4]
- Soulfly
- Society 1[4]
- Still Remains[4]
- Strapping Young Lad[4]
- Stuck Mojo[4]
- Superjoint Ritual[4]
- System of a Down[4]
- Terror[4]
- Throwdown[4]
- Trivium[25][26]
- Unearth[4]
- War of Ages[4]
- Winter Solstice[4]
- Zao[1]

## Se Også
- Nu metal
- New Wave of British Heavy Metal
- Groove metal